# Diocesi di Caetité

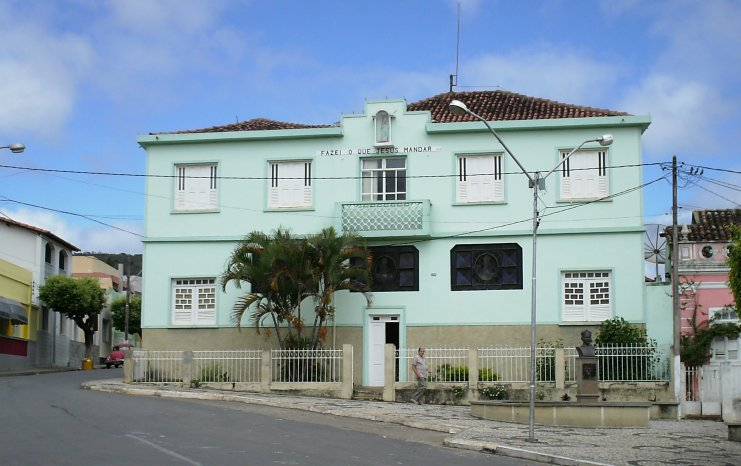
La residenza del vescovo di Caetité.

La diocesi di Caetité (in latino Dioecesis Caëtitensis) è una sede della Chiesa cattolica in Brasile suffraganea dell'arcidiocesi di Vitória da Conquista. Nel 2023 contava 619.200 battezzati su 823.500 abitanti. È retta dal vescovo José Roberto Silva Carvalho.

## Territorio
La diocesi comprende 35 comuni nella parte meridionale dello Stato brasiliano di Bahia: Caetité, Aracatu, Boquira, Botuporã, Brumado, Caculé, Candiba, Caraíbas, Caturama, Condeúba, Cordeiros, Guajeru, Guanambi, Ibiassucê, Igaporã, Iuiú, Jacaraci, Lagoa Real, Licínio de Almeida, Macaúbas, Maetinga, Malhada, Malhada de Pedras, Matina, Mortugaba, Palmas de Monte Alto, Pindaí, Piripá, Presidente Jânio Quadros, Riacho de Santana, Rio do Antônio, Sebastião Laranjeiras, Tanque Novo, Tremedal e Urandi.
Sede vescovile è la città di Caetité, dove si trova la cattedrale di Sant'Anna.
Il territorio si estende su 41.980 km² ed è suddiviso in 38 parrocchie.

## Storia
La diocesi è stata eretta il 20 ottobre 1913 con la bolla Maius animarum bonum di papa Pio X, ricavandone il territorio dall'arcidiocesi di San Salvador di Bahia, di cui era originariamente suffraganea.
Il 14 novembre 1959, il 22 luglio 1962 e il 27 febbraio 1967 ha ceduto porzioni del suo territorio a vantaggio dell'erezione rispettivamente delle diocesi di Ruy Barbosa, di Bom Jesus da Lapa e di Livramento de Nossa Senhora.
Il 16 gennaio 2002 è entrata a far parte della provincia ecclesiastica dell'arcidiocesi di Vitória da Conquista.

## Cronotassi dei vescovi
Si omettono i periodi di sede vacante non superiori ai 2 anni o non storicamente accertati.
- Manoel Raymundo de Mello † (18 agosto 1914 - 30 luglio 1923 dimesso[1])
  - Sede vacante (1923-1926)
- Juvéncio de Brito † (23 dicembre 1926 - 15 dicembre 1945 nominato vescovo di Garanhuns)
  - Sede vacante (1945-1948)
- José Terceiro de Sousa † (13 febbraio 1948 - 9 dicembre 1955 nominato vescovo ausiliare di San Salvador di Bahia[2])
- José Pedro de Araújo Costa † (25 maggio 1957 - 28 dicembre 1968 nominato arcivescovo coadiutore di Uberaba[3])
- Silvério Jarbas Paulo de Albuquerque, O.F.M. † (17 marzo 1970 - 18 gennaio 1973 nominato vescovo di Feira de Santana)
- Eliseu Maria Gomes de Oliveira, O.Carm. † (5 febbraio 1974 - 24 settembre 1980 nominato vescovo di Itabuna)
- Antônio Alberto Guimarães Rezende, C.S.S. † (9 novembre 1981 - 13 novembre 2002 ritirato)
- Guerrino Riccardo Brusati † (13 novembre 2002 - 27 maggio 2015 nominato vescovo di Janaúba)
- José Roberto Silva Carvalho, dal 26 ottobre 2016

## Statistiche
La diocesi nel 2023 su una popolazione di 823.500 persone contava 619.200 battezzati, corrispondenti al 75,2% del totale.
| anno | popolazione | popolazione | popolazione | presbiteri | presbiteri | presbiteri | presbiteri                | diaconi | religiosi | religiosi | parrocchie |
| anno | battezzati  | totale      | %           | numero     | secolari   | regolari   | battezzati per presbitero | diaconi | uomini    | donne     | parrocchie |
| ---- | ----------- | ----------- | ----------- | ---------- | ---------- | ---------- | ------------------------- | ------- | --------- | --------- | ---------- |
| 1950 | ?           | 443.762     | ?           | 20         | 20         |            | ?                         |         |           | 3         | 23         |
| 1959 | 500.000     | 600.000     | 83,3        | 17         | 17         |            | 29.411                    |         |           | 4         | 24         |
| 1965 | 800.000     | 820.000     | 97,6        | 20         | 20         |            | 40.000                    |         |           | 5         | 46         |
| 1970 | 480.000     | 500.000     | 96,0        | ?          | ?          |            | ?                         |         |           | ?         | 27         |
| 1976 | 495.000     | 500.000     | 99,0        | 15         | 15         |            | 33.000                    |         |           | 15        | 27         |
| 1980 | 540.000     | 550.000     | 98,2        | 16         | 14         | 2          | 33.750                    |         | 2         | 14        | 27         |
| 1990 | 573.000     | 600.000     | 95,5        | 21         | 18         | 3          | 27.285                    |         | 3         | 34        | 28         |
| 1999 | 640.000     | 700.000     | 91,4        | 21         | 16         | 5          | 30.476                    |         | 5         | 40        | 30         |
| 2000 | 630.000     | 700.000     | 90,0        | 25         | 19         | 6          | 25.200                    |         | 6         | 42        | 31         |
| 2001 | 637.000     | 708.000     | 90,0        | 31         | 23         | 8          | 20.548                    |         | 8         | 42        | 32         |
| 2002 | 560.000     | 700.000     | 80,0        | 23         | 15         | 8          | 24.347                    |         | 8         | 42        | 33         |
| 2003 | 630.000     | 700.000     | 90,0        | 26         | 19         | 7          | 24.230                    |         | 7         | 42        | 33         |
| 2004 | 618.351     | 678.221     | 91,2        | 35         | 28         | 7          | 17.667                    |         | 8         | 48        | 45         |
| 2006 | 618.351     | 678.221     | 91,2        | 35         | 30         | 5          | 17.667                    |         | 5         | 46        | 33         |
| 2012 | 660.000     | 723.000     | 91,3        | 38         | 30         | 8          | 17.368                    |         | 8         | 32        | 33         |
| 2013 | 665.000     | 729.000     | 91,2        | 38         | 31         | 7          | 17.500                    |         | 9         | 34        | 33         |
| 2016 | 656.000     | 718.855     | 91,3        | 36         | 29         | 7          | 18.222                    |         | 7         | 24        | 33         |
| 2019 | 654.529     | 736.220     | 88,9        | 40         | 33         | 7          | 16.363                    |         | 8         | 21        | 38         |
| 2021 | 635.425     | 788.651     | 80,6        | 46         | 37         | 9          | 13.813                    |         | 23        | 14        | 38         |
| 2023 | 619.200     | 823.500     | 75,2        | 48         | 38         | 10         | 12.900                    |         | 12        | 23        | 38         |